# Maria Cristina Poli
Maria Cristina Poli (São José do Rio Preto, 24 de janeiro de 1964) é uma jornalista e apresentadora brasileira.

## Biografia
Iniciou sua carreira ainda jovem, na Rede Globo, na sucursal paulista da emissora, onde trabalhou de 1982 a 1992.
De 1993 a 1998, apresentou o programa Vitrine, na TV Cultura de São Paulo.
Foi para o grupo Bandeirantes em 2000, apresentando o Circular, na antiga Rede 21 onde circulava em um ônibus pela cidade de São Paulo sempre com convidados.
Foi âncora do Jornal da Noite, entre 2002 e 2003. 
Após um tempo fora da televisão, volta à Rede Globo em 2005, novamente fazendo reportagens em São Paulo, que saiu da mesma em julho de 2008. 
Em 2010, volta à TV Cultura, para apresentar o Jornal da Cultura.
Com a nova gestão do presidente Marcos Mendonça na TV Cultura, Maria Cristina Poli pediu demissão da emissora. Em 16 de agosto de 2013, despediu-se no Jornal da Cultura.
Atualmente se dedica ao projeto ABC da Notícia, que traduz a notícia do dia a dia para um público iniciante

## Filmografia
| Ano       | Título               | Função        | Emissora          |
| --------- | -------------------- | ------------- | ----------------- |
| 1982-1992 | Telejornais da Globo | Repórter      | Rede Globo        |
| 1994-1999 | Vitrine              | Apresentadora | TV Cultura        |
| 2000-2001 | Circular             | Apresentadora | Rede 21           |
| 2001-2003 | Jornal da Noite      | Apresentadora | Rede Bandeirantes |
| 2004-2008 | Jornal Hoje          | Repórter      | Rede Globo        |
| 2010-2013 | Jornal da Cultura    | Apresentadora | TV Cultura        |

## Prêmios
| Ano  | Prêmio                 | Categoria            | Resultado | Ref.              |
| ---- | ---------------------- | -------------------- | --------- | ----------------- |
| 2013 | Troféu Mulher Imprensa | Âncora de Telejornal | Venceu    | [ 4 ] [ 5 ] [ 6 ] |